# Populus przewalskii
Populus przewalskii är en videväxtart som beskrevs av Carl Maximowicz. Populus przewalskii ingår i släktet popplar, och familjen videväxter. Inga underarter finns listade i Catalogue of Life.